# Бјелоплећи бјелорепан
Бјелоплећи бјелорепан или велики штекавац (лат. Haliaeetus pelagicus) је велики орао из фамилије Accipitridae, која обухвата и многе друге дневне птице грабљивице попут луња, мишара, осичара и еја. Ова врста, по просјеку јединки, представља најтеже орлове на свијету, тежине од 6,8 до 9 килограма.
Легу се на Камчатки, у обалној зони Охотског мора, долини ријеке Амур, сјеверу Сахалина и Шантарским острвима у Русији. Већина јединки зиму проводе јужније, у јужним дијеловима Курилских острва и у Хокаиду, у Јапану. Бјелоплећи бјелорепани, међутим, мање напуштају своје основне области за разлику од сродних бјелорепана и њихових младунаца.

## Физичке особине
Бјелоплећи бјелорепани представљају највећу врсту из рода Haliaeetus и једну од највећих птица грабљивица уопште. Дужина се креће од 86,5 до 105 центиметара, а распон крила од 203 до 241 центиметара. У просјеку, женке су тешке од 6,8 до 9 килограма, а мужјаци су знатно лакши и теже од 4,9 до 6 килограма. Постоји непотврђен податак о женки која се наводно хранила претежно лососом и тежила 12,7 килограма.

## Статус
Бјелоплећи бјелорепани су окарактерисани као рањиви. Главне пријетње преживљавању представљају промјене животне околине, индустријско загађење и прекомјерно рибарење. Процјењује се да тренутно постоји око 5.000 јединки ове врсте, и да се овај број и даље смањује.

## Систематика
Постоје двије подврсте бјелоплећих бјелорепана: Haliaeetus pelagicus pelagicus и Haliaeetus pelagicus niger. Подврста Haliaeetus pelagicus niger живи у Кореји, и има бијело перје само по репу. Ова подврста је предмет научне расправе; по некима је у питању измијењена а не заиста генетички различита врста. У сваком случају, ова подврста је крајем 1950-их истријебљена кроз лов и смањење животног простора.

## Исхрана
Бјелоплећи бјелорепани се углавном хране рибом, нарочито лососом и пастрмком. Поред рибе, хране се и морским птицама, сисарима и стрвином. Иако се понекад хране младунцима фока, оне им као храна служе углавном у облику стрвине.

## Размножавање
Ови орлови граде по неколико високих гнијезда (висине око 1,5 метара, пречника и до 2,5 метара), смјештених на високим стаблима или стијенама. Претпоставља се да периодично живе мало у једном, мало у другом гнијезду.
Након удварања, које почиње обично између фебруара и марта, и парења, женке обично полажу своја прва јаја у периоду од априла до маја. Обично само по једно младунче преживи у гнијезду. Након периода инкубације од 39-45 дана пилићи, перја боје између пепео-сиве и бијеле, излазе из јаја. Ускоро перје постаје смеђе, а кроз око 2,5 мјесеца уче да лете. Полну зрелост стичу у доби од 4 до 5 година старости. Пунољетно перје бјелоплећих бјелорепана се појављује тек кад имају између 8 и 10 година старости.